# Nine Horses
Nine Horses är en brittisk musikgrupp bestående av David Sylvian, hans bror Steve Jansen och Burnt Friedman. 
Nine Horses gav ut sitt debutalbum, Snow Borne Sorrow, i oktober 2005 på Sylvians etikett Samadhi Sound och skivan har mottagits gott av kritiker. Både The Guardian och Sunday Times listade skivan bland de främsta 2005.
På albumet medverkade också svenskan Stina Nordenstam i låten Wonderful world, samt norrmannen Arve Henriksen (från Supersilent) på trumpet. Även Sylvians ständige vapendragare Ryuichi Sakamoto medverkade som klaviaturspelare på två låtar.
Omslaget till Snow Borne Sorrow gjordes av Wes Mills.
Nordenstam sade i en intervju 2004 om samarbetet med David Sylvian: "Det kan också vara lite kontraproduktivt, jag har jobbat nu med David Sylvian (och Steve Jansen), det kände jag var lite gränsfall, för han var liksom lite för bra. Han lät som han, och jag lät som jag, och? Det saknas friktion"

## Diskografi

### Album
- 2005 – Snow Borne Sorrow

### EP
- 2007 – Wonderful World

- 2007 – Money For All